# Флациус, Маттиас
Маттиас Флациус Иллирийский (лат. Matthias Flacius Illyricus; хорв. Matija Vlačić/Vlachich; нем. Matthias Flach; 3 марта 1520, Альбона — 11 марта 1575, Франкфурт-на-Майне) — лютеранский богослов, лидер фракции гнесиолютеран и непримиримый оппонент Меланхтона.

## Биография
Родился в зажиточной семье в Истрии (Хорватия), за что впоследствии получил прозвище Illyricus. Славянское имя Флациуса Матвей Влашич. Образование получил в Венеции, где проникся идеями гуманизма. Планировал присоединиться к францисканцам, но затем решил продолжить университетскую карьеру в Базеле (1539), затем переехал в Тюбинген и, осел в Виттенберге (1541), где присоединился к лютеранству. В 1544 году он стал профессором еврейского языка в Виттенберге. После смерти Лютера лидером лютеран стал Меланхтон, который поддался католическому давлению и подписал Аугсбургский интерим (1548), что вызвало решительный протест Флациуса, основавшего движение «истинных лютеран». За свою фракционную деятельность вынужден был удалиться в Магдебург, он зарабатывал на хлеб корректурой в типографиях и литературной работой. Принимал горячее участие в борьбе против адиафористов, против Озиандера (1552) и Швенкфельда (1553), против католиков и кальвинистов.
Призванный в Йену (1557) герцогом Иоганном-Фридрихом, он сделал этот город твердыней гнесиолютеранства; много содействовал сочинению и изданию «Книги опровержения» (Konfutationbuch), осуждавшей все возникшие в недрах евангелической церкви ереси (1559), особенно синергизм, то есть учение о том, что собственное влечение человеческой воли содействует получению благодати. Вскоре, однако, т. н. веймарский спор между Флацием и Викторином Штригелем и все резче выступающая нетерпимость йенских богословов восстановили Иоганна-Фридриха против Флация. Когда приверженцы Флация заявили протест против учреждения герцогской консистории, против передачи ей права отлучения и цензуры книг, как против порабощения церкви светской властью и потребовали свободы печати, они были лишены своих мест и должностей и изгнаны из страны (1561).
Флаций перебрался в Регенсбург, где написал ряд сочинений против католиков, реформатов и других врагов лютеранства, но в 1565 его изгнали оттуда вследствие интриг его непримиримого врага, курфюрста Августа Саксонского. Флаций переселился в Антверпен, но и оттуда должен был бежать вследствие появления испанцев и после разных скитаний обосновался в Страсбурге, где оставался до 1573. Последнее пристанище он нашел во Франкфурте, где смерть прекратила его тяжелую, беспокойную жизнь. С именем Флация соединилось представление об упрямом спорщике и фанатике, но он всегда глубоко верил в то, что говорил и писал: это был человек твердого характера, глубоко ученый, шедший во главе всех, разрабатывавших протестантскую богословскую науку.

## Теология
В вопросе о сущности первородного греха Флациус углубил лютеранское представление о испорченности природы человека до такой степени, что отнес грех к самому существу его природы, за что был обвинен в манихействе («он делает Бога виновником греха или дьявола создателем человеческой природы»). Его учение удержалось среди небольшой кучки последователей, флацианцев, против мнений которых о первородном грехе и была направлена 1-я статья «Формулы согласия» (1577). Однако другие положения учения Флациуса, такие как монергизм и ограничение применения принципа адиафоры, были закреплены в конфессиональном лютеранстве в качестве догматических.
Своим сочинением «Clavia scripturae sacrae» (1567) он положил начало изучению Библии в лютеранском духе, а сочинениями «Catalogia testium veritatis» (1556), «Historia ecclesiastica» (1559) и «Centuriae Magdeburgienses» основал протестантскую церковную историю.Ему принадлежит введение в научный оборот герменевтики понятия контекст, позволившее впервые разделить понятия значения и смысл как неоднозначные.